# Uporaba prisilnih sredstev
 O uporabi prisilnih sredstev,  govorimo takrat, kadar uradna pooblaščena oseba za  rokovanje le teh, uporabi zakonito predpisano ter tipizirano prisilno sredstvo za preprečitev ali odvrnitev nevarnosti za uspešno izvedbo naloge.
Oseba, ki sme prisilna sredstva uporabljati, jih lahko uporablja le na predpisan način in pa prisilna sredstva, ki so z zakonom določena. Oseba, mora biti usposobljena in hkrati tudi ob uporabi upoštevati navodila proizvajalca. Prisilnih sredstev se ne sme uporabiti proti otrokom, vidno bolnim, starim, nosečnicam... . Razen kadar ne gre drugače obvladati njihovega upiranja, ali se začasno omeji gibanje, kadar ogrožajo svoje življenje, življenje drugih, premoženje... .

## Vrste prisilnih sredstev
- sredstva za vklepanje in vezanje ( lisice, plastične zatege,...),
- telesna sila,
- plinski razpršilec,
- palica,
- službeni pes,
- električni paralizator,
- sredstva za prisilno ustavljanje prevoznih sredstev,
- konjenica,
- posebna motorna vozila,
- vodni curek,
- plinska sredstva in druga z zakonom določena sredstva za pasivizacijo,
- strelno orožje